# Temporada da Indy Racing League de 1999
A Temporada da Indy Racing League de 1999 foi a quarta temporada da categoria, que começou no dia 24 de janeiro e foi encerrado em 17 de outubro. O campeão foi o estadunidense Greg Ray da equipe Team Menard.

## Calendário
| Prova | Nome da corrida                          | Circuito                         | Local        | Data           |
| ----- | ---------------------------------------- | -------------------------------- | ------------ | -------------- |
| 1     | TransWorld Diversified Services Indy 200 | Walt Disney World Speedway       | Bay Lake     | 24 de janeiro  |
| 2     | MCI WorldCom 200                         | Phoenix International Raceway    | Avondale     | 28 de março    |
| 3     | VisionAire 500k                          | Lowe's Motor Speedway            | Concord      | 1 de maio      |
| 4     | 83rd Indianapolis 500                    | Indianapolis Motor Speedway      | Speedway     | 30 de maio     |
| 5     | Longhorn 500                             | Texas Motor Speedway             | Fort Worth   | 12 de junho    |
| 6     | Radisson 200                             | Pikes Peak International Raceway | Fountain     | 27 de junho    |
| 7     | Kobalt Mechanics Tools 500               | Atlanta Motor Speedway           | Hampton      | 17 de julho    |
| 8     | MBNA Mid-Atlantic 200                    | Dover International Speedway     | Dover        | 1 de agosto    |
| 9     | Colorado Indy 200                        | Pikes Peak International Raceway | Fountain     | 29 de agosto   |
| 10    | Vegas.com 500                            | Las Vegas Motor Speedway         | Clark County | 26 de setembro |
| 11    | Mall.com 500                             | Texas Motor Speedway             | Fort Worth   | 17 de outubro  |

- Circuitos ovais
- Circuitos de rua temporários
- Circuitos mistos permanentes
- Prova cancelada

## Pilotos e Equipes
| Equipe                  | Chassis       | Motor             | Pneu | Nº | Pilotos                   | Corridas  |
| ----------------------- | ------------- | ----------------- | ---- | -- | ------------------------- | --------- |
| A. J. Foyt Enterprises  | Dallara       | Oldsmobile Aurora | G    | 11 | Billy Boat                | Todas     |
| A. J. Foyt Enterprises  | Dallara       | Oldsmobile Aurora | G    | 14 | Kenny Bräck               | 1-8       |
| A. J. Foyt Enterprises  | G-Force       | Oldsmobile Aurora | G    | 14 | Kenny Bräck               | 9-10      |
| A. J. Foyt Enterprises  | Dallara       | Oldsmobile Aurora | G    | 84 | Robbie Buhl               | 3         |
| Barnhart Motorsports    | Dallara       | Oldsmobile Aurora | G    | 25 | Davey Hamilton            | 2         |
| Beck Motorsports        | Dallara       | Oldsmobile Aurora | F    | 54 | Hideshi Matsuda           | 3         |
| Blueprint Racing        | G-Force       | Oldsmobile Aurora | F    | 27 | Niclas Jönsson (R)        | 9-10      |
| Blueprint-Immke Racing  | Dallara       | Oldsmobile Aurora | F    | 20 | Tyce Carlson              | Todas     |
| Bradley Motorsports     | G-Force       | Oldsmobile Aurora | F    | 12 | Buzz Calkins              | 1, 3-10   |
| Bradley Motorsports     | Dallara       | Oldsmobile Aurora | F    | 12 | Buzz Calkins              | 2         |
| Brant Motorsports       | Riley & Scott | Oldsmobile Aurora | G    | 3  | Andy Michner              | 1-2       |
| Brant Motorsports       | Riley & Scott | Oldsmobile Aurora | G    | 3  | Andy Michner              | 3         |
| Brant Motorsports       | Riley & Scott | Oldsmobile Aurora | G    | 3  | Raul Boesel               | 3-6       |
| Byrd-Cunningham Racing  | G-Force       | Oldsmobile Aurora | F    | 10 | John Paul Jr.             | 1-2       |
| Byrd-Cunningham Racing  | G-Force       | Oldsmobile Aurora | F    | 10 | Andy Michner              | 3         |
| Cahill Racing           | Dallara       | Oldsmobile Aurora | F    | 98 | Donnie Beechler           | Todas     |
| Cobb Racing             | G-Force       | Nissan Infiniti   | F    | 50 | Roberto Guerrero          | 1-3       |
| Cobb Racing             | G-Force       | Nissan Infiniti   | F    | 96 | Jeret Schroeder           | 3         |
| Conti Racing            | Dallara       | Oldsmobile Aurora | F    | 55 | Robby McGehee (R)         | 3-10      |
| Dick Simon Racing       | G-Force       | Oldsmobile Aurora | F    | 7  | Stéphan Grégoire          | 1-2, 4-10 |
| Dick Simon Racing       | G-Force       | Oldsmobile Aurora | F    | 7  | Stéphan Grégoire          | 3         |
| DR Motorsports          | G-Force       | Nissan Infiniti   | G    | 15 | Jaques Lazier (R)         | 2         |
| DR Motorsports          | G-Force       | Nissan Infiniti   | G    | 15 | Jaques Lazier (R)         | 3         |
| Galles Racing           | G-Force       | Oldsmobile Aurora | G    | 9  | Davey Hamilton            | 1         |
| Galles Racing           | Dallara       | Oldsmobile Aurora | G    | 9  | Davey Hamilton            | 3-10      |
| Harrington Motorsports  | Dallara       | Nissan Infiniti   | F    | 66 | Scott Harrington (R)      | 1-2       |
| Harrington Motorsports  | Dallara       | Nissan Infiniti   | F    | 66 | Scott Harrington (R)      | 3         |
| Harrington Motorsports  | Dallara       | Oldsmobile Aurora | F    | 66 | Scott Harrington (R)      | 4-10      |
| Hemelgarn Racing        | Dallara       | Oldsmobile Aurora | G    | 91 | Buddy Lazier              | Todas     |
| Hemelgarn Racing        | Dallara       | Oldsmobile Aurora | G    | 92 | Johnny Unser              | 3-6, 9    |
| ISM Racing              | G-Force       | Oldsmobile Aurora | G    | 35 | Jeff Ward                 | 1         |
| ISM Racing              | G-Force       | Oldsmobile Aurora | G    | 35 | Steve Knapp               | 2-6       |
| Kelley Racing           | Dallara       | Oldsmobile Aurora | G    | 8  | Scott Sharp               | Todas     |
| Kelley Racing           | Dallara       | Oldsmobile Aurora | G    | 28 | Mark Dismore              | Todas     |
| McCormack Motorsports   | G-Force       | Oldsmobile Aurora | F    | 30 | Raul Boesel               | 1-2       |
| McCormack Motorsports   | G-Force       | Oldsmobile Aurora | F    | 30 | Jimmy Kite                | 3-8       |
| McCormack Motorsports   | G-Force       | Oldsmobile Aurora | F    | 30 | Willy T. Ribbs            | 9         |
| McCormack Motorsports   | G-Force       | Oldsmobile Aurora | F    | 30 | John Paul Jr.             | 10        |
| McCormack Motorsports   | G-Force       | Oldsmobile Aurora | F    | 31 | Nick Firestone (R)        | 3         |
| Metro Racing            | Riley & Scott | Oldsmobile Aurora | G    | 19 | Stan Wattles              | 1         |
| Metro Racing            | Dallara       | Oldsmobile Aurora | G    | 19 | Stan Wattles              | 3         |
| Mid America Motorsports | Dallara       | Oldsmobile Aurora | F    | 43 | Doug Didero (R)           | 10        |
| Nienhouse Motorsports   | G-Force       | Oldsmobile Aurora | F    | 6  | Eliseo Salazar            | 2-10      |
| Pagan Racing            | Dallara       | Oldsmobile Aurora | G    | 21 | Jeff Ward                 | 2-10      |
| Panther Racing          | G-Force       | Oldsmobile Aurora | G    | 4  | Scott Goodyear            | Todas     |
| PDM Racing              | G-Force       | Oldsmobile Aurora | G    | 18 | Steve Knapp               | 1         |
| Phoenix Racing          | G-Force       | Oldsmobile Aurora | F    | 16 | Marco Greco               | 2         |
| Sinden Racing           | Dallara       | Nissan Infiniti   | F    | 44 | Robbie Buhl               | 1-2       |
| Team Cheever            | Dallara       | Nissan Infiniti   | G    | 51 | Eddie Cheever             | 3-10      |
| Team Cheever            | Dallara       | Oldsmobile Aurora | G    | 51 | Eddie Cheever             | 1-2       |
| Team Cheever            | Dallara       | Oldsmobile Aurora | G    | 52 | Wim Eyckmans              | 3         |
| Team Menard             | Dallara       | Oldsmobile Aurora | F    | 2  | Greg Ray                  | Todas     |
| Team Menard             | Dallara       | Oldsmobile Aurora | F    | 32 | Robby Gordon              | 3         |
| Team Pelfrey            | Dallara       | Oldsmobile Aurora | F    | 48 | Sarah Fisher (R)          | 10        |
| Team Pelfrey            | Dallara       | Oldsmobile Aurora | F    | 81 | Robby Unser               | 1-7, 9-10 |
| Team Pelfrey            | Dallara       | Oldsmobile Aurora | G    | 81 | Robby Unser               | 8         |
| Team Pelfrey            | G-Force       | Oldsmobile Aurora | F    | 90 | Lyn St. James             | 3         |
| TeamXtreme Racing       | Dallara       | Oldsmobile Aurora | F    | 42 | John Hollansworth Jr. (R) | Todas     |
| TeamXtreme Racing       | Dallara       | Nissan Infiniti   | F    | 46 | Mike Groff                | 3         |
| Treadway Racing         | G-Force       | Oldsmobile Aurora | F    | 5  | Jason Leffler             | 1         |
| Treadway Racing         | G-Force       | Oldsmobile Aurora | F    | 5  | Arie Luyendyk             | 3         |
| Treadway Racing         | G-Force       | Oldsmobile Aurora | F    | 99 | Sam Schmidt               | Todas     |
| Tri-Star Motorsports    | Dallara       | Oldsmobile Aurora | G    | 17 | Jack Miller               | 3, 6      |
| Tri-Star Motorsports    | Dallara       | Oldsmobile Aurora | G    | 17 | Ronnie Johncox (R)        | 9-10      |
| Tri-Star Motorsports    | Dallara       | Oldsmobile Aurora | G    | 22 | Tony Stewart              | 3         |
| Tri-Star Motorsports    | Dallara       | Oldsmobile Aurora | G    | 22 | Robbie Buhl               | 9-10      |
| Tri-Star Motorsports    | Dallara       | Oldsmobile Aurora | G    | 22 | Ronnie Johncox (R)        | 4, 7-8    |
| Tri-Star Motorsports    | Dallara       | Oldsmobile Aurora | F    | 22 | Ronnie Johncox (R)        | 6         |
| Tri-Star Motorsports    | Dallara       | Oldsmobile Aurora | F    | 22 | Gualter Salles            | 4, 7-8    |
| Truscelli Racing        | G-Force       | Oldsmobile Aurora | G    | 26 | Bobby Regester            | 8         |
| Truscelli Racing        | G-Force       | Oldsmobile Aurora | G    | 33 | Brian Tyler               | 1         |
| Truscelli Racing        | G-Force       | Oldsmobile Aurora | G    | 33 | Roberto Moreno            | 2-3       |
| Truscelli Racing        | G-Force       | Oldsmobile Aurora | G    | 33 | Jaques Lazier (R)         | 4-10      |

- (R) - Rookie
- Pilotos que disputaram todas as corridas
- Pilotos que disputaram parcialmente a temporada
- Corridas em que o piloto não se qualificou

## Resultados
| #  | Corrida      | Pole Position | Líder por mais voltas | Vencedor        | Equipe          | Descrição |
| -- | ------------ | ------------- | --------------------- | --------------- | --------------- | --------- |
| 1  | Walt Disney  | Scott Sharp   | Scott Sharp           | Eddie Cheever   | Kelley          | Descrição |
| 2  | Phoenix      | Greg Ray      | Scott Goodyear        | Scott Goodyear  | Panther         | Descrição |
| PC | Charlotte    | Greg Ray      | Greg Ray              | Prova cancelada | Prova cancelada | Descrição |
| 3  | Indianápolis | Arie Luyendyk | Kenny Bräck           | Kenny Bräck     | A. J. Foyt      | Descrição |
| 4  | Texas 1      | Mark Dismore  | Greg Ray              | Scott Goodyear  | Panther         | Descrição |
| 5  | Colorado 1   | Greg Ray      | Greg Ray              | Greg Ray        | Menard          | Descrição |
| 6  | Atlanta      | Billy Boat    | Scott Goodyear        | Scott Sharp     | Kelley          | Descrição |
| 7  | Dover        | Mark Dismore  | Mark Dismore          | Greg Ray        | Menard          | Descrição |
| 8  | Colorado 2   | Greg Ray      | Greg Ray              | Greg Ray        | Menard          | Descrição |
| 9  | Las Vegas    | Sam Schmidt   | Kenny Bräck           | Sam Schmidt     | Treadway        | Descrição |
| 10 | Texas 2      | Greg Ray      | Scott Goodyear        | Mark Dismore    | Kelley          | Descrição |

## Pontuação
| Pos | Piloto           | DIS | PHO | IND | TX1 | CL1 | ATL | DOV | CL2 | LSV | TX2 | Pts |
| --- | ---------------- | --- | --- | --- | --- | --- | --- | --- | --- | --- | --- | --- |
| 1   | Ray              | 21  | 21  | 21  | 2   | 1   | 23  | 1   | 1   | 21  | 3   | 293 |
| 2   | Bräck            | 22  | 24  | 1   | 13  | 7   | 3   | 3   | 10  | 2   | 16  | 256 |
| 3   | Dismore          | 6   | 7   | 16  | 8   | 21  | 17  | 15  | 3   | 20  | 1   | 240 |
| 4   | Hamilton         | 8   | 27  | 11  | 7   | 3   | 7   | 23  | 2   | 13  | 2   | 237 |
| 5   | Schmidt          | 27  | 9   | 30  | 3   | 2   | 22  | 5   | 5   | 1   | 22  | 233 |
| 6   | B. Lazier        | 10  | 18  | 7   | 14  | 5   | 21  | 2   | 4   | 11  | 10  | 224 |
| 7   | Cheever          | 1   | 17  | 18  | 16  | 4   | 6   | 21  | 11  | 17  | 4   | 222 |
| 8   | Sharp            | 4   | 8   | 28  | 10  | 8   | 1   | 22  | 22  | 4   | 19  | 220 |
| 9   | Goodyear         | 2   | 1   | 27  | 1   | 12  | 16  | 17  | 21  | 25  | 23  | 217 |
| 10  | R. Unser         | 15  | 26  | 8   | 6   | 6   | 2   | 12  | 9   | 16  | 14  | 209 |
| 11  | Ward             | 3   | 2   | 2   | 18  | 9   | 26  | 13  | 23  | 10  | 21  | 206 |
| 12  | Boat             | 9   | 4   | 3   | 24  | 24  | 10  | 4   | 13  | 22  | 9   | 204 |
| 13  | Calkins          | 17  | 14  | 19  | 9   | 14  | 5   | 8   | 15  | 5   | 8   | 201 |
| 14  | Harrington       | 25  | 5   | NQ  | 26  | 19  | 15  | 6   | 6   | 14  | 6   | 165 |
| 15  | Grégoire         | 16  | 10  | NQ  | 4   | 11  | 24  | 14  | 14  | 8   | 15  | 162 |
| 16  | McGehee          | 16  | 10  | 5   | 19  | NL  | 14  | 9   | 7   | 6   | 12  | 156 |
| 17  | Hollansworth Jr. | 19  | 15  | 13  | 20  | 16  | 19  | 19  | 16  | 19  | 5   | 146 |
| 18  | J. Lazier        |     | NL  | NQ  | 22  | 10  | 12  | 7   | 12  | 7   | 7   | 144 |
| 19  | Carlson          | 12  | 23  | 14  | 21  | 23  | 20  | 11  | 17  | 9   | 13  | 139 |
| 20  | Salazar          |     | 20  | 33  | 5   | 20  | 4   | 18  | 19  | 12  | 17  | 137 |
| 21  | Beechler         | 26  | 11  | 29  | 17  | 22  | 8   | 10  | 20  | 18  | 11  | 130 |
| 22  | Buhl             | 20  | 3   | 6   |     |     |     |     |     | 3   | 24  | 114 |
| 23  | Boesel           | 5   | 19  | 12  | 23  | 18  | 11  |     |     |     |     | 98  |
| 24  | Kite             |     |     | 24  | 25  | 15  | 9   | 16  | 8   |     |     | 86  |
| 25  | Knapp            | 7   | 25  | 26  | 12  | 17  | 27  |     |     |     |     | 69  |
| 26  | Johncox          |     |     |     | 11  |     | 25  | 20  | 24  | 15  | 26  | 59  |
| 27  | J. Unser         |     |     | 32  | 15  | 13  | 13  |     |     | 23  |     | 57  |
| 28  | Paul Jr.         | 11  | 22  |     |     |     |     |     |     |     | 18  | 39  |
| 29  | Moreno           |     | 6   | 20  |     |     |     |     |     |     |     | 38  |
| 30  | Guerrero         | 13  | 16  | 25  |     |     |     |     |     |     |     | 36  |
| 31  | Gordon           |     |     | 4   |     |     |     |     |     |     |     | 32  |
| 32  | Michner          | 18  | 13  | NQ  |     |     |     |     |     |     |     | 29  |
| 33  | Stewart          |     |     | 9   |     |     |     |     |     |     |     | 22  |
| 34  | Matsuda          |     |     | 10  |     |     |     |     |     |     |     | 20  |
| 35  | Wattles          | 24  |     | 17  |     |     |     |     |     |     |     | 19  |
| 36  | Greco            |     | 12  |     |     |     |     |     |     |     |     | 18  |
| 37  | Tyler            | 14  |     |     |     |     |     |     |     |     |     | 16  |
| 38  | Schroeder        |     |     | 15  |     |     |     |     |     |     |     | 15  |
| 39  | Miller           |     |     | 31  |     |     | 18  |     |     |     |     | 13  |
| 40  | Regester         |     |     |     |     |     |     |     | 18  |     |     | 12  |
| 41  | Luyendyk         |     |     | 22  |     |     |     |     |     |     |     | 11  |
| 42  | Didero           |     |     |     |     |     |     |     |     |     | 20  | 10  |
| 43  | Jönsson          |     |     |     |     |     |     |     |     | 22  | NL  | 9   |
| 44  | Eyckmans         |     |     | 23  |     |     |     |     |     |     |     | 7   |
| 44  | Salles           | 23  |     |     |     |     |     |     |     |     |     | 7   |
| 46  | Fisher           |     |     |     |     |     |     |     |     |     | 25  | 5   |
| 47  | Ribbs            |     |     |     |     |     |     |     |     | 26  |     | 4   |
| 48  | Leffler          | 28  |     |     |     |     |     |     |     |     |     | 2   |
| —   | Borkowski        |     |     | NQ  |     |     |     |     |     |     |     | 0   |
| —   | Firestone        |     |     | NQ  |     |     |     |     |     |     |     | 0   |
| —   | Groff            |     |     | NQ  |     |     |     |     |     |     |     | 0   |
| —   | Guthrie          |     |     | NQ  |     |     |     |     |     |     |     | 0   |
| —   | St. James        |     |     | NQ  |     |     |     |     |     |     |     | 0   |
| —   | Steele           |     |     | NQ  |     |     |     |     |     |     |     | 0   |
| Pos | Piloto           | DIS | PHO | IND | TX1 | CL1 | ATL | DOV | CL2 | LSV | TX2 | Pts |

| Cor           | Resultado             |
| ------------- | --------------------- |
| Ouro          | Vencedor              |
| Prata         | 2º lugar              |
| Bronze        | 3º lugar              |
| Verde         | 4º ao 5º lugar        |
| Azul          | 6º ao 10º lugar       |
| Roxo          | 11º lugar em diante   |
| Púrpura       | Não terminou          |
| Vermelho      | Não classificado (NQ) |
| Preto         | Desclassificado (DSQ) |
| Branco        | Não começou (NL)      |
| Marrom        | Substituído (S)       |
| Azul claro    | Apenas treino (AT)    |
| Sem cor       | Não participou        |
| Sem cor       | Lesionado (LES)       |
| Sem cor       | Excluído (EX)         |
|               |                       |
| Negrito       | Pole-position         |
| Itálico       | Líder por mais voltas |
| Rookie do ano |                       |
| Rookie        |                       |

Pontuação por prova
| Posição | 1  | 2  | 3  | 4  | 5  | 6  | 7  | 8  | 9  | 10 | 11 | 12 | 13 | 14 | 15 | 16 | 17 | 18 | 19 | 20 | 21 | 22 | 23 | 24 | 25 | 26 | 27 | 28 | 29 | 30 | 31 | 32 | 33 | VL | PP | P2 | P3 |
| ------- | -- | -- | -- | -- | -- | -- | -- | -- | -- | -- | -- | -- | -- | -- | -- | -- | -- | -- | -- | -- | -- | -- | -- | -- | -- | -- | -- | -- | -- | -- | -- | -- | -- | -- | -- | -- | -- |
| Pontos  | 50 | 40 | 35 | 32 | 30 | 28 | 26 | 24 | 22 | 20 | 19 | 18 | 17 | 16 | 15 | 14 | 13 | 12 | 11 | 10 | 9  | 8  | 7  | 6  | 5  | 4  | 3  | 2  | 1  | 1  | 1  | 1  | 1  | 2  | 3  | 2  | 1  |